# Kwadrat (biskup Utyki)
Kwadrat z Utyki – męczennik chrześcijański z III wieku, prawdopodobnie zmarły w 259 roku, biskup diecezji Utyki w czasach panowania cesarza Waleriana (zm. po 262).
O jego śmierci, którą miał ponieść w kilka dni po męczeństwie grupy chrześcijan określanych jako Massa Candida (również męczennicy z Utyki), wiadomo z mowy św. Augustyna (zm. 430) wygłoszonej ku czci Kwadrata.
Wspomnienie liturgiczne w Kościele katolickim obchodzone jest w dies natalis (21 sierpnia).